# Mistrovství světa ve fotbale žen do 20 let
Mistrovství světa ve fotbale žen do 20 let je fotbalová soutěž žen, jejichž věk nepřesáhl dvaceti let a je pořádána asociací FIFA (Fédération Internationale de Football Association). Tato soutěž je organizována od roku 2002. První dva ročníky se hrály jako turnaj pro ženy do 19 let.

## Výsledky jednotlivých ročníků
| 2002 Detaily | Kanada            | USA           | 1:0 (zlatý gól) | Kanada        | Německo     | 1:1 (4:3) pen.           | Brazílie      | 12 |
| 2004 Detaily | Thajsko           | Německo       | 2:0             | Čína          | USA         | 3:0                      | Brazílie      | 12 |
| 2006 Detaily | Rusko             | Severní Korea | 5:0             | Čína          | Brazílie    | 0:0 po prodl. (6:5) pen. | USA           | 16 |
| 2008 Detaily | Chile             | USA           | 2:1             | Severní Korea | Německo     | 5:3                      | Francie       | 16 |
| 2010 Detaily | Německo           | Německo       | 2:0             | Nigérie       | Jižní Korea | 1:0                      | Kolumbie      | 16 |
| 2012 Detaily | Japonsko          | USA           | 1:0             | Německo       | Japonsko    | 2:1                      | Nigérie       | 16 |
| 2014 Detaily | Kanada            | Německo       | 1:0 po prodl.   | Nigérie       | Francie     | 3:2                      | Severní Korea | 16 |
| 2016 Detaily | Papua Nová Guinea | Severní Korea | 3:1             | Francie       | Japonsko    | 1:0                      | USA           | 16 |
| 2018 Detaily | Francie           | Japonsko      | 3:1             | Španělsko     | Anglie      | 1:1 po prodl. (4:2) pen. | Francie       | 16 |
| 2020 Detaily | Kostarika Panama  | nehráno       | nehráno         | nehráno       |             |                          |               | 16 |
| 2022 Detaily | Kostarika         | Španělsko     | 3:1             | Japonsko      | Brazílie    | 4:1                      | Nizozemsko    | 16 |
| 2024 Detaily | Kolumbie          | Severní Korea | 1:0             | Japonsko      | USA         | 2:1 po prodl.            | Nizozemsko    | 24 |

### Přehled podle zemí
| Mužstvo       | 1. místo             | 2. místo       | 3. místo       | 4. místo       |
| ------------- | -------------------- | -------------- | -------------- | -------------- |
| Německo       | 3 (2004, 2010, 2014) | 1 (2012)       | 2 (2002, 2008) |                |
| Severní Korea | 3 (2006, 2016, 2024) | 1 (2008)       |                | 1 (2014)       |
| USA           | 3 (2002, 2008, 2012) |                | 2 (2004, 2024) | 2 (2006, 2016) |
| Japonsko      | 1 (2018)             | 2 (2022, 2024) | 2 (2012, 2016) |                |
| Španělsko     | 1 (2022)             | 1 (2018)       |                |                |
| Nigérie       |                      | 2 (2010, 2014) |                | 1 (2012)       |
| Čína          |                      | 2 (2004, 2006) |                |                |
| Francie       |                      | 1 (2016)       | 1 (2014)       | 1 (2018)       |
| Kanada        |                      | 1 (2002)       |                |                |
| Brazílie      |                      |                | 2 (2006, 2022) | 2 (2002, 2004) |
| Jižní Korea   |                      |                | 1 (2010)       |                |
| Anglie        |                      |                | 1 (2010)       |                |
| Nizozemsko    |                      |                |                | 2 (2022, 2024) |
| Kolumbie      |                      |                |                | 1 (2010)       |